# Tornos
Tornos – gmina w Hiszpanii, w prowincji Teruel, w Aragonii, o powierzchni 48,95 km². W 2018 roku gmina liczyła 213 mieszkańców.